# ديباك كابور
ديباك كابور (بالهندية: दीपक कपूर؛ بالإنجليزية: Deepak Kapoor) هو قائد عسكري هندي، ولد في 1948.